# Scheiding van lucht

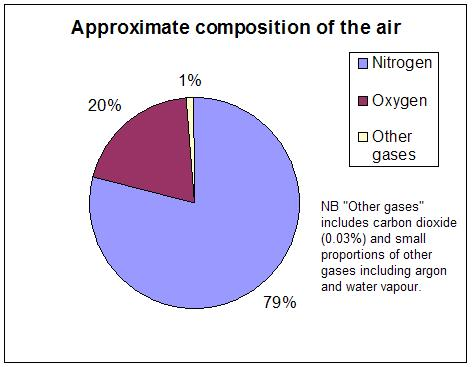
Samenstelling van lucht

Het scheiden van lucht (Engels: ‘Air separation’) wordt gebruikt om de verschillende gassen in lucht te recupereren. Zuurstofgas (O2) en stikstofgas (N2) worden in de meeste gevallen gerecupereerd, maar ook argon (Ar) en neon (Ne) kunnen uit de lucht gehaald worden. Drie technieken worden voornamelijk gebruikt: cryogene destillatie, drukwisseladsorptie en membraantechnologie.

## Cryogene destillatie
Cryogene destillatie is een destillatie die bij extreem lage temperaturen (tussen -180 en -190°C) gebeurt. Zuurstofgas, stikstofgas en argon worden hiermee uit de atmosfeer onttrokken.
De techniek berust op het verschil in kookpunt tussen deze stoffen. De CO2 en stof wordt in een eerste stap gefilterd uit de lucht. Vervolgens brengt men het mengsel van O2, N2 en Ar tot een zeer lage temperatuur. Door middel van gefractioneerde destillatie worden O2 en N2 uit het mengsel gehaald. In een tweede stap wordt het Ar gezuiverd van de overblijvende O2 en N2.
Een zuiverheid van 99% kan behaald worden door scheiding met cryogene destillatie. Deze techniek is het meest geschikt voor grootschalige productie van zuurstof (tot 6.000 ton per dag) en stikstof (tot 10.000 ton per dag).

## Drukwisseladsorptie
Drukwisseladsorptie (PSA) is een proces waarbij met behulp van variaties in druk, en een adsorbent, lucht wordt gescheiden.
Zuiver zuurstofVoor het verkrijgen van zuurstof uit lucht wordt er vacuüm-drukwisseladsorptie (VPSA) gebruikt. Dit is een kleine variant van PSA, waarbij er drukken worden gebruikt rond 1 atmosfeer. Als adsorbent wordt er gebruik gemaakt van zeolieten. Met VPSA kan een zuiverheid behaald worden tot maximaal 95% omdat Argon niet geadsorbeerd kan worden. Deze techniek wordt ook gebruikt in de industrie, maar enkel waar de hoeveelheid benodigd zuurstofgas onder 300 ton per dag blijft. Een belangrijke toepassing van PSA zijn de draagbare zuurstofconcentrators. Deze worden gebruikt in de medische sector, waar de hoeveelheid zuurstofgas nodig niet groot is.
Zuiver stikstofPSA kan ook gebruikt worden om stikstofgas te verkrijgen. Voor deze toepassing worden moleculaire koolstofzeven gebruikt. Met deze techniek kan men een zuiverheid van maximaal 99% verkrijgen, omdat men net zoals voor het verkrijgen van zuurstof, de argon niet weg kan krijgen.

## Membraantechnologie

### Procedure om membranen te maken
Membranen worden uit polymeren gemaakt en worden zo gevouwen dat de stof met een maximale oppervlakte in contact staat. Om ook de investeringskosten te minimaliseren maakt men een membraan zo compact mogelijk.

### Soorten membranen
De twee belangrijkste vormen zijn de buisvormige en vlakke plaat-membraansystemen. Op hun beurt worden buisvormige membranen onderverdeeld in tubulaire, capillaire en holle vezel-membranen. De vlakke membranen worden onderverdeeld in spiraalgewonden membranen en kussenmembranen.

### Membranen gebruik voor verschillende toepassingen
Voor het scheiden van zuurstof en stikstof wordt polyphenyleenoxide (PPO) gebruikt. PPO is een thermoplast met een hoog smeltpunt. Het wordt bijna nooit gebruikt in zuivere vorm omwille van bewerkingsproblemen. In de meeste gevallen wordt het als mengsel met polystyreen, slagvast styreen-butadieen-copolymeer of polyamide gebruikt. Voor de scheiding van CO2 wordt poly[1-(trimethylsilyl)-1-propyne] (PTMSP) gebruikt. Men kiest het polymeer omwille van permeabiliteit, oplosbaarheid en diffusiviteit.